# Гуріди
Гуріди, Гуриди  (перс. دودمان غوریان, трансліт. Dudmân-e Ğurīyân; самоназва: شنسبانی, Šansabānī) — таджицька сунітська династія, що правила в Гуридському султанаті з 1148 по 1206 роки (сучасний Афганістан).

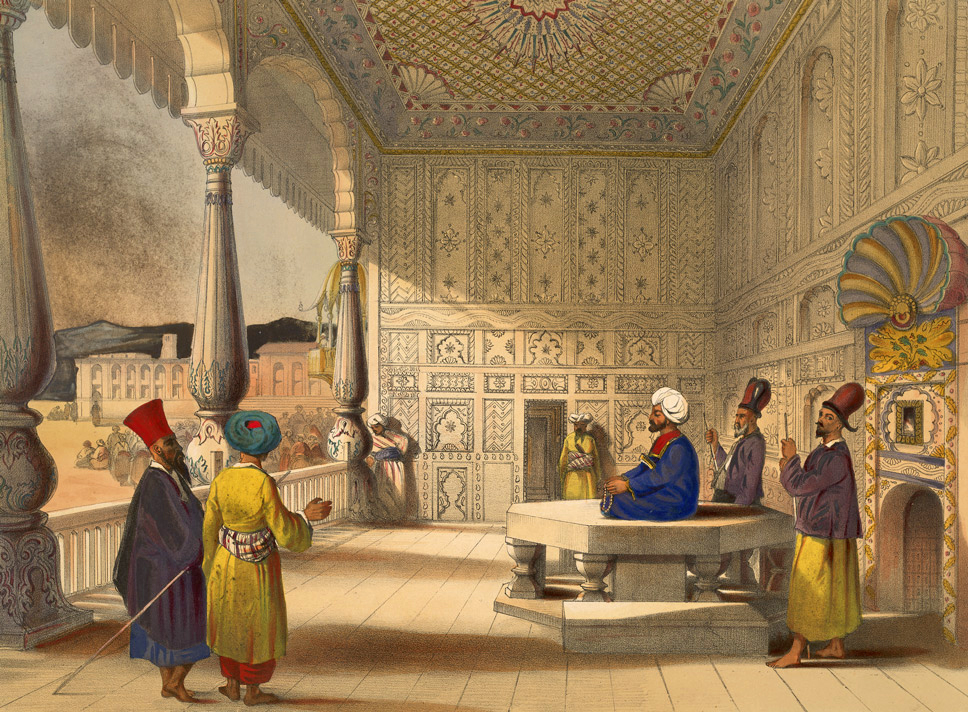
Shuja Shah Durrani of Afghanistan in 1839

Династія знищила імперію Газневідів у 1186 році, коли султан Гура Муизз ад-Дін Мухаммад завоював столицю Лахор. В зеніті імперії її землі простягалися від Хорасану на заході і до Північної Індії, на сході. Гуриди були покровителями перської культури. Їм на зміну прийшла Хорезмійська династія в Хорасані та Персії, а в Північній Індії мамлюки з Делійського султанату.

## Походження
У 19 столітті, деякі європейські вчені, такі як Маунтстюарт Ельфінстон, підтримали ідею про те, що Гуриди походять від пуштунів. Але сучасна наука стверджує, що династія скоріш за все таджицького походження. Босуорт вказує, що фактичне ім'я династії Гуридів перською Šansabānī.
Район Гур до 12 століття був в основному населений індуїстами і буддистами. Гуриди розпочали ісламізацію цього регіону.
Прихід до влади Гуридів, в невеликому ізольованому районі, розташованому в горах між імперіею Газневидів і Сельджуків, був незвичайним і несподіваним явищем. До 11-го століття він залишався індуїстським анклавом, оточений мусульманськими князівствами. Його жителі були навернуті в іслам на початку 12-го століття.

## Мова
Мова Гуридів викликає деякі протиріччя. Відомо, що вона значно відрізнялася від літературної перської. Тим не менш, Гуриди були великими покровителями перської літератури, поезії і культури.

## Правителі Мандеша
Сурі ібн Мухаммад, малік
Мухаммад ібн Сурі, малік? −1011
Абу Алі ібн Мухаммад, малік 1011–1035
Аббас ібн Шис ібн Мухаммад, малік 1035–1060
Мухаммад ібн Аббас, малік 1060–1080
Кутб уд-Дін Хасан ібн Мухаммад, малік 1080–1100
Ізз уд-Дін Хусайн I ібн Хасан, Абул-Мулюк («батько-король») 1100–1146

## Правителі Бамійана
Фахр уд-Дін Масуд ібн Хусейн I, малік 1127–1145
ал-Малік ал-Азам Шамс уд-Дунійа ва-д-Дін Абу-л-Музаффар Мухаммад ібн Масуд, малік 1145–1163
Баха уд-Дін Саамі II ібн Мухаммад, малік 1163–1192
Джамал уд-Дін Алі ібн Саамі II, малік 1192–1206
Ала уд-Дін ібн Саамі II, малік 1206–1215

## Правителі Серахса
Тадж уд-Дін Занг ібн Факро уд-Дін Масуд ібн Хусейн I, малік 1201–1205

## Правителі Фірузкоха
Кутб уд-Дін Мухаммад Харнак ібн Хусейн I, малік 1127–1148

## Правителі Замінварда
Насир уд-Дін Мухаммад ібн Хусейн I, малік 1127-

## Правителі Гура
Сайф уд-Дін Сурі ібн Хусейн I, малік 1127–1148
Баха уд-Дін Саамі I ібн Хусейн I, малік 1148
Ала уд-Дін Хусайн II ібн Хусейн I, малік 1148–1150, султан Аль-Муаззам («Великий») 1150–1161
Сайф ад-Дін Мухаммад ібн Хусейн II, малік 1161–1163
Гійас уд-Дін Абу-л-Фатх Мухаммад ібн Саамі I, султан Абул-Фатех («батько-переможець») 1163–1202
Муізз уд-Дін Абу-л-Музаффар Мухаммад ібн Саамі I, султан Шахаб-уд-дін Гурі («метеор віри») 1202–1206
Гійас уд-Дін Махмуд ібн Гійас уд-Дін Мухаммад, султан 1206–1212
Баха уд-Дін Саамі III ібн Гійас уд-Дін Махмуд р.1198, султан 1212–1213
Ала уд-Дін Атсіз ібн Ала уд-Дін Хусейн II, султан 1213–1214
Ала уд-Дін про Зійя-уд-Дін Мухаммад ібн Шуджа уд-Дін Мухаммад ібн Ізз уд-Дін Хусейн I, султан 1214–1215

## Правителі Хорасана
Зійа уд-Дін Мухаммад ібн Абу Алі, малік 1201